# Várhegyi Márta
Várhegyi Márta (Székesfehérvár, 1939. december 16. – Miskolc, 2021. május 21.) magyar operettprimadonna, színésznő.

## Élete
Az Országos Filharmóniánál kezdte pályáját. 1964-1966 között a Fővárosi Operettszínházban, 1966-1968 között a Pécsi Nemzeti Színházban dolgozott hangképző tanárként. 1968-tól a Miskolci Nemzeti Színház tagja volt. Utolsó bemutatójára 1994-ben került sor.

## Fontosabb színházi szerepeiből
- Alexandra (Szirmai Albert)
- Iluska (Kacsoh Pongrác: János vitéz)
- Heléna (Jacques Offenbach: Szép Heléna)
- Szaffi; Mária Terézia (Johann Strauss: A cigánybáró)
- Rosalinda (Johann Strauss: A denevér)
- Lisa (Lehár Ferenc: A mosoly országa)
- Glavári Hanna (Lehár Ferenc: A víg özvegy)
- Szilvia; Cecília (Kálmán Imre: Csárdáskirálynő)
- Fiametta (Franz von Suppé: Bocaccio)
- Laura (Carl Millöcker: Koldusdiák)
- Madame Ponpadour (Leo Fall: Pompadour)
- Kisvicákné (Móricz Zsigmond: Nem élhetek muzsikaszó nélkül)
- Ambra (Aldo Nikolaj: Hárman a padon)

## Rendezése
- Lassú rívásba kezd a gitár